# هانيبال داي
هانيبال داي (بالإنجليزية: Hannibal Day)‏ هو ضابط أمريكي، ولد في 15 فبراير 1804 في مونبلييه في الولايات المتحدة، وتوفي في 26 مارس 1891 في موريستاون في الولايات المتحدة.